# 抓马山站
抓马山站是青岛地铁6号线的地铁车站，位于中华人民共和国山东省青岛市黄岛区团结路与春阳河路交叉口南侧，于2024年4月26日开通。

## 车站结构
抓马山站位于团结路与春阳河路交叉口南侧，沿团结路设置，呈南北走向，为地下两层岛式站台车站，车站长220米，车站地下一层为站厅层，地下二层为站台层，站台设置全高站台门。
| 地面              | 出入口 | A、B1、B2、C、D出入口                                                                                                 |
| 地下一层          | 站厅   | 客服中心、自动售票机、验票机                                                                                          |
| 地下二层          | 站台   | \| \| \| 6号线往横云山路（青岛九中（幸福小镇）） \| \| 島式 · 開左邊车门 \| \| \| \| \| \| 6号线往灵山湾（马家楼） \| |
|                   |        | 6号线往横云山路（青岛九中（幸福小镇））                                                                               |
| 島式 · 開左邊车门 |        | |
|                   |        | 6号线往灵山湾（马家楼）                                                                                               |

## 出入口
抓马山站共设5个出入口，各出口及周围设施如下所示：
| 编号                | 指示       | 建议前往的目的地                           | 图片 |
| ------------------- | ---------- | ------------------------------------------ | ---- |
| A · 出口            | 团结路(西) | 青岛西海岸新区团结路实验学校，抓马山车辆段 |      |
| B · 1 · 出口        | 团结路(东) |                                            |      |
| B · 2 · 出口        | 团结路(东) |                                            |      |
| C · 出口            | 团结路(东) |                                            |      |
| D · 出口 · （设有） | 团结路(西) |                                            |      |
| 图例： 设有         |            |                                            |      |

## 接驳交通

### 公交车
- 抓马山地铁站：黄岛26路，黄岛26路西海岸综合保税区线

## 车站历史
本站工程名为可洛石站，正式站名为抓马山站，以车站西侧的抓马山命名。位于本站北侧同为6号线的工程名为抓马山站的相邻车站正式站名为青岛九中（幸福小镇）站。
- 2022年4月27日，车站主体结构拼装完成[4]。
- 2024年4月26日，车站随6号线一期通车开通[1]。